# Itaú (Chile)
Itaú es una empresa bancaria chilena, filial del grupo bancario brasileño Itaú Unibanco. Fue fundado en 1871 como Banco de Concepción, renombrado Corpbanca en 1997, y en 2016 se fusionó con el Banco Itaú formando Itaú Corpbanca. En 2023 se rebautiza simplemente como Itaú.

## Historia

### Banco de Concepción (1871-1980)
El 7 de agosto de 1871, algunos habitantes de Concepción, encabezados por Aníbal Pinto, Víctor Lamas Miranda, José Miguel Prieto, Jorge Rojas Miranda y Tomás Smith y Ruiz de Azúa, deciden crear una institución bancaria para la ciudad. El banco comienza a funcionar el 6 de octubre de ese año, como Banco de Concepción. Desde ese año se posiciona como uno de los bancos más importantes a nivel nacional. Al momento de su creación el capital inicial era de 380 000 pesos de la época, y en diciembre del mismo año el banco poseía 93 accionistas, entre ellos 14 mujeres.
En 1950 el banco fue el primero en colocar acciones de la Compañía de Acero del Pacífico. El 14 de febrero de 1962 abre su sucursal en Viña del Mar, mientras que el 9 de noviembre del año siguiente abre su primera sucursal en Iquique (instalando una caja auxiliar en la Zona Franca el 14 de abril de 1981).
Hacia fines de los años 1960 algunos de los accionistas del banco eran empresarios de la zona del Bío-Bío, como por ejemplo Misael Inostroza, Juan Zemelman, Aurelio Solar, Luis de Urruticoechea y Víctor Neumann.
El 14 de abril de 1970 abre su sucursal en Los Ángeles. Entre 1971 y 1974 pasa a ser controlado por CORFO; en septiembre de 1973 el Estado era propietario del 92,08% de las acciones del banco. En agosto de ese mismo año, el Banco de Concepción adquiere el Banco Francés e Italiano para la América del Sur-Sudameris, absorbiéndolo. Esto permite su presencia a nivel nacional, lo que sigue concretándose al adquirir el Banco de Chillán (inaugurado el 14 de mayo de 1956) en julio de 1972 y el de Valdivia en mayo de 1975.
En septiembre de 1975 el banco completó su reprivatización, luego que Corfo vendiera las acciones que poseía. Hacia 1978 los principales accionistas del banco eran la Familia Ascuí (9,8%), el grupo Hermanos Sáenz (9,5%), Antonio Martínez y Juan Cueto Sierra (9,2%), Jaime Ruiz (8%), Fernando Giner (7,5%) y el grupo Acosta y Cosmelí (3%), quienes conformaban el 47% del paquete accionario de la institución.
En abril de 1979 fue uno de los primeros —junto con los bancos de Talca, del Trabajo, Español-Chile, Israelita y de Crédito e Inversiones— en operar las tarjetas de crédito Visa para cuentas corrientes. El 1 de julio de 1979 abrió sus puertas su sucursal en Valparaíso.

### Banco Concepción (1980-1997)
El 15 de septiembre de 1980, el Banco de Concepción se definió como un banco nacional, transformando su razón social a Banco Concepción y trasladando su gerencia general desde Concepción a Santiago de Chile; el edificio que albergaba al banco en la capital chilena sufrió un incendio el 12 de enero de 1981, que provocó numerosos daños en la estructura. El 5 de octubre de 1981 inauguran su sucursal en Antofagasta.
En 1985 comenzó la instalación de cajeros automáticos en sus sucursales y el 13 de mayo de 1988 —junto con los bancos Osorno, del Trabajo, Nacional y O'Higgins— fue una de las fundadoras de Banlíder, red de cajeros automáticos que hacia septiembre de 1989 poseía 54 terminales en todo el país y que posteriormente sería absorbida por Redbanc.

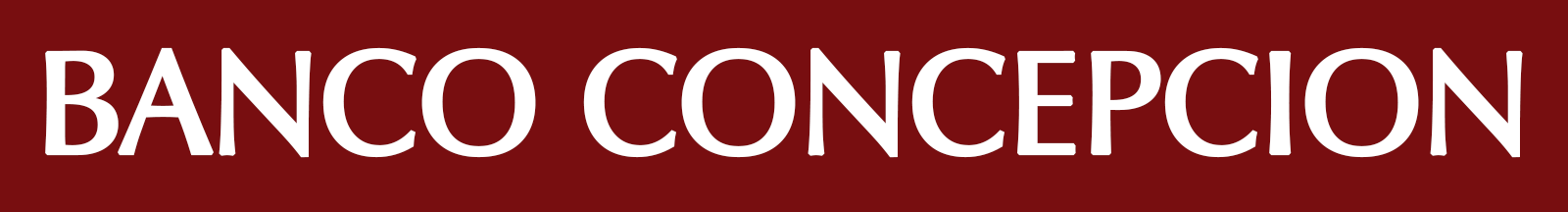
Logotipo del Banco Concepción desde 1988 hasta 1992.

El 20 de febrero de 1986, el banco es adquirido por la Sociedad Nacional de Minería, tomando posesión de él en forma oficial a partir del 1 de abril. Luego de dicha adquisición inició un proceso de expansión por el país, abriendo sucursales en distintas ciudades como por ejemplo Arica (22 de diciembre de 1988), Taltal (24 de abril de 1992), El Salado (1989), Diego de Almagro (1988), El Salvador (18 de diciembre de 1990), Copiapó (27 de abril de 1987), Paipote (1988), Vallenar (15 de mayo de 1992), Huasco (16 de julio de 1993), La Serena (28 de abril de 1987), Ovalle (6 de junio de 1992), Illapel (28 de diciembre de 1990), Cabildo (18 de agosto de 1989) y Osorno (17 de septiembre de 1993), además de nuevas sucursales en Santiago (Vitacura y Apoquindo el 1 y 9 de septiembre de 1993).

### Corpbanca (1997-2014)

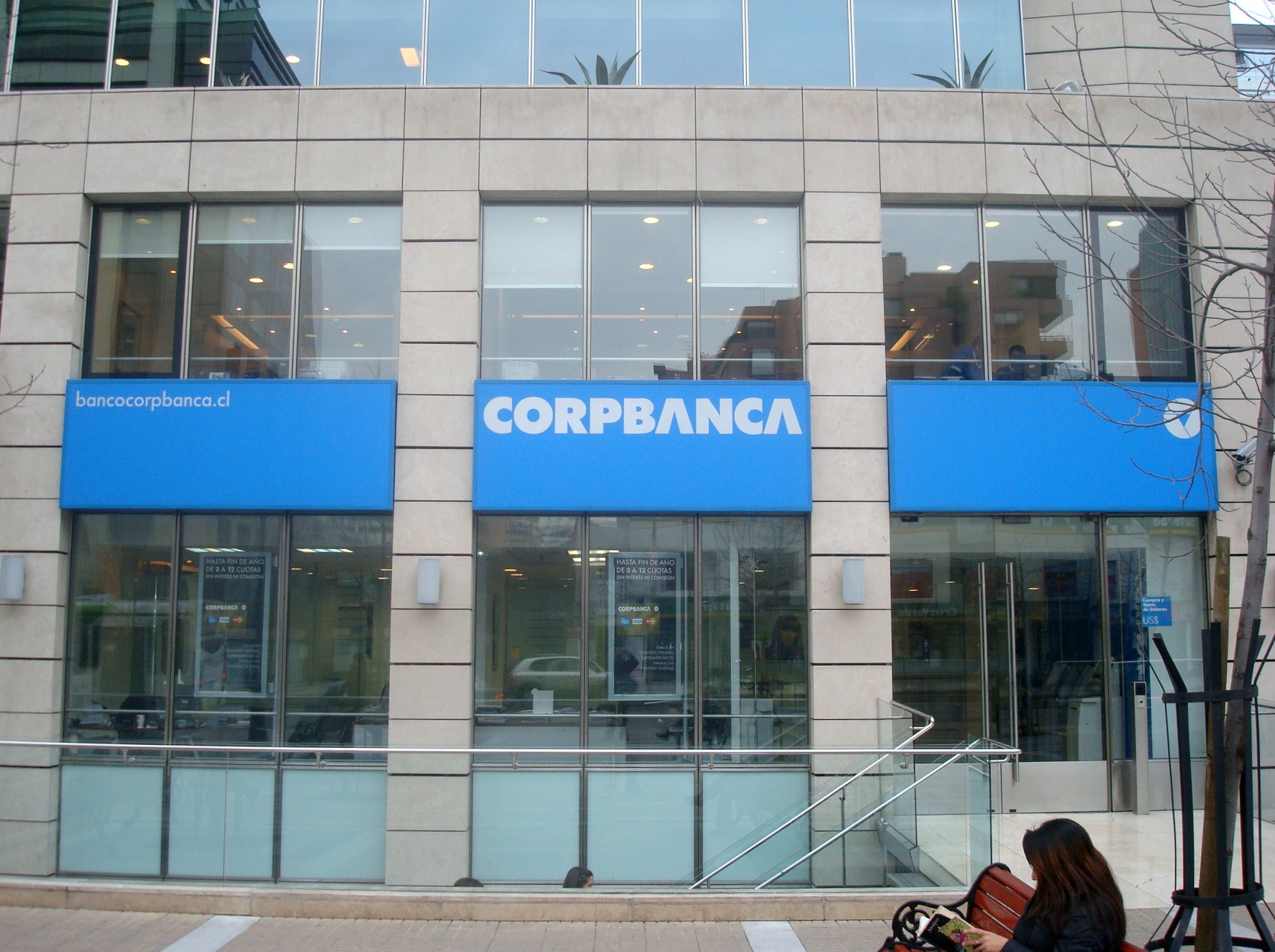
Antigua sucursal de CorpBanca en el barrio El Golf, Las Condes, Santiago.

En 1995 el Banco Concepción fue vendido a CorpGroup, un holding de inversionistas chilenos (Álvaro Saieh, Jorge Selume) y norteamericanos. El 5 de marzo de 1997, y en el marco de la renovación de la imagen del banco, cambia su nombre a Corpbanca.
En diciembre de 1996 —luego de una severa crisis bancaria en Venezuela— CorpGroup compra al estado venezolano el intervenido Banco Consolidado, renombrándolo Corp Banca (Venezuela). Este banco sería vendido en 2006 a otro banco de Venezuela. Hoy en día se encuentra fusionado con el Banco Occidental de Descuento.
En 1998, CorpBanca adquirió la Financiera Condell y la renombró como BanCondell, otra división de créditos de consumo enfocada a los estratos medios y medios bajos. El 28 de septiembre de 2007, el banco ejecuta un nuevo plan de expansión nacional enfocado a estratos de mayores ingresos denominado Vuelo al 2011.
En agosto de 2012, CorpBanca, compró al Banco Santander en Colombia, llamándolo CorpBanca Colombia además de Helm Bank el 2013.

### Fusión de Corpbanca e Itaú (2014-2022)

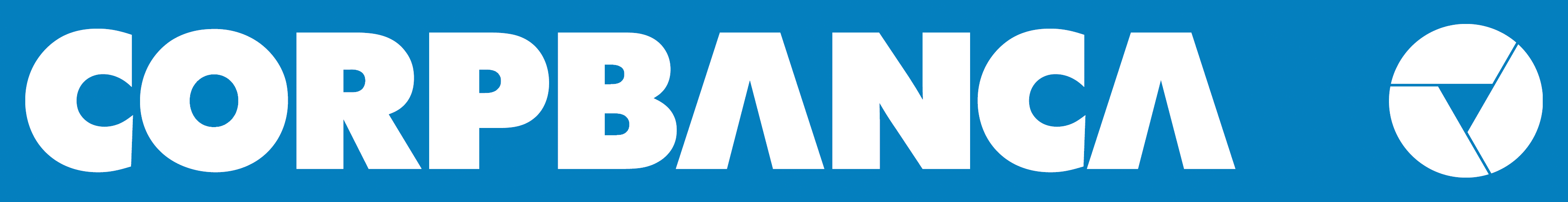
Último logotipo de Corpbanca.

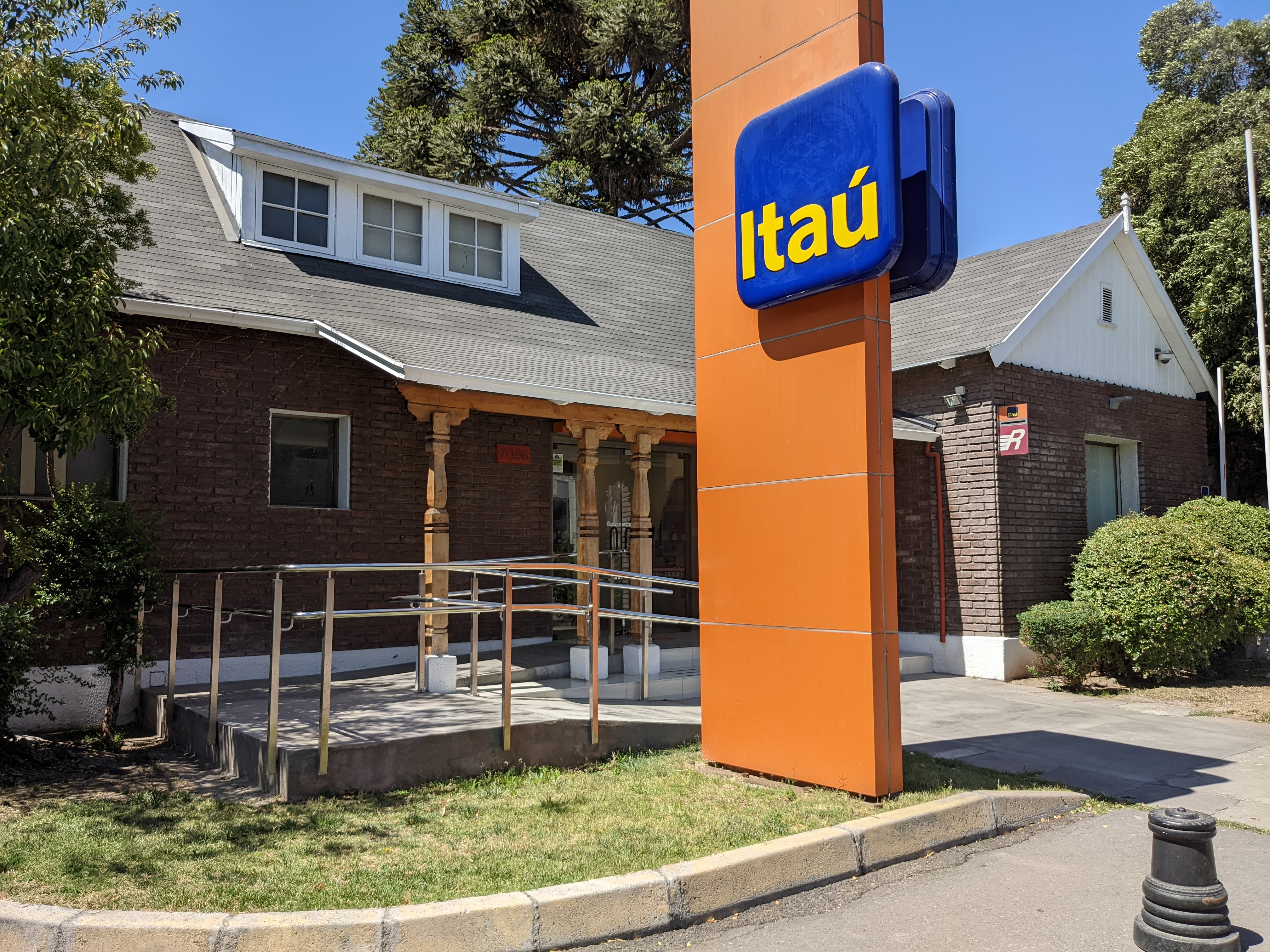
Sucursal de Itaú en La Reina, Santiago

El 29 de enero de 2014, Corpbanca confirmó a la Superintendencia de Valores y Seguros (SVS) su fusión con la operación local de la brasileña Itaú, operación que considerará un aumento de capital de US$652 millones por parte del banco extranjero. De acuerdo al hecho esencial, «se someterá a la aprobación de las Juntas Extraordinarias de Accionistas de CorpBanca y de Banco Itaú Chile la fusión entre ambas entidades, absorbiendo Corpbanca a Banco Itaú Chile, el que se denominará Itaú Corpbanca».

### Salida de la familia Saieh (2022-)
Debido a los problemas financieros de Álvaro Saieh, tras acogerse al Capítulo 11 de la Ley de Quiebras de los Estados Unidos en 2021, llevó en 2022 a la venta de su propiedad del banco, la cual fue adquirida por la matriz brasileña, Itaú Unibanco, pasando de un 35,71 % al momento de la fusión a tener un 65,62 % de la propiedad. Uno de los hitos de este cambio, completado durante 2023, es la eliminación del nombre "Corpbanca" tras la salida efectiva de la familia Saieh (expropietaria de Corpbanca) así como la reducción de directores, disminución de acciones y una OPA para adquirir el 34,38 % restante meses después del primer aumento de propiedad, que hasta entonces estaba en propiedad de diversos accionistas. Tras esto se eliminó a Corpbanca del nombre, quedando solamente Itaú. A octubre de 2024, la matriz brasileña es propietaria del 67,42% de la filial chilena. 